# Área de segurança conjunta

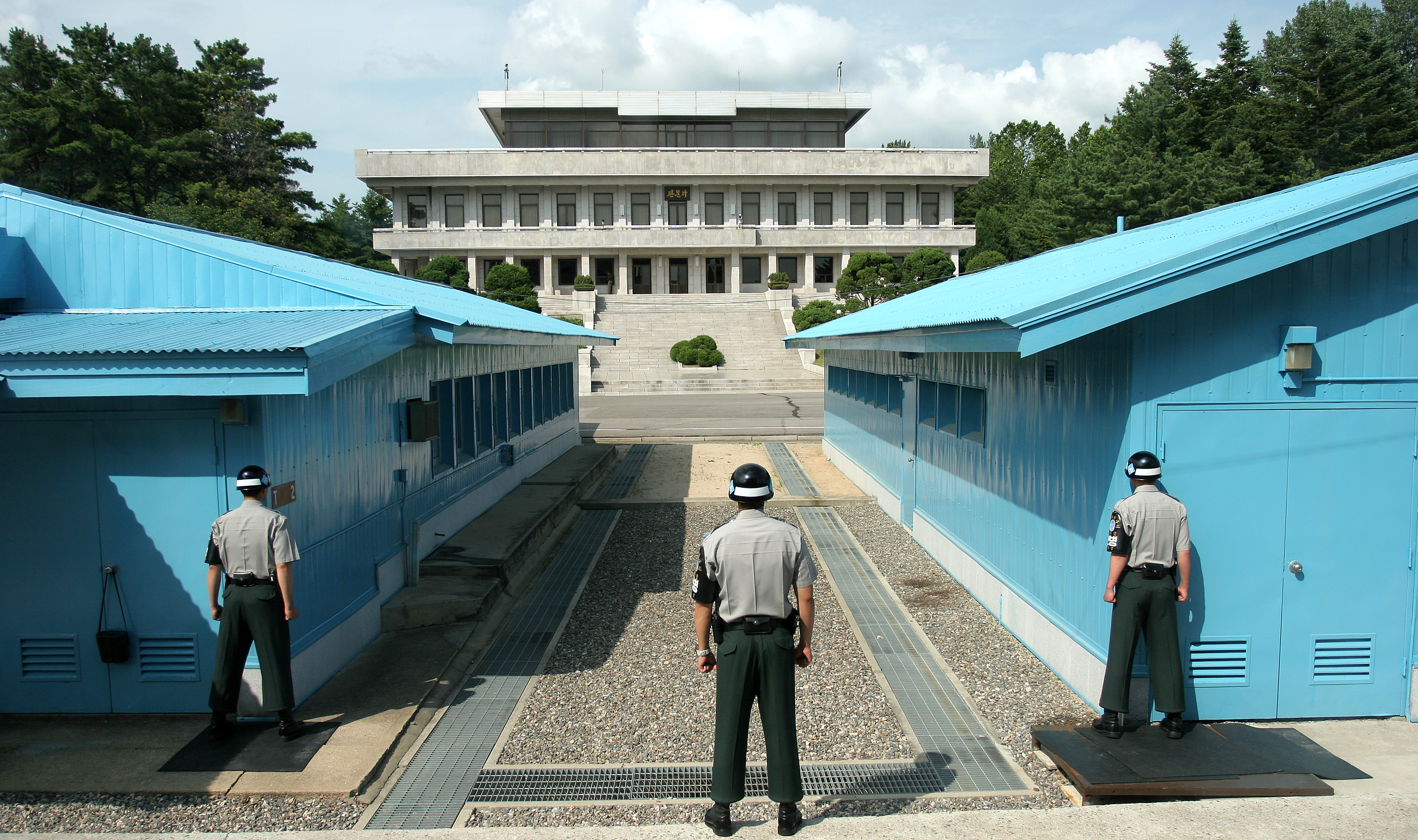
Soldados sul-coreanos em guarda permanente na JSA entre os edifícios azuis

Área de segurança conjunta (em inglês:  Joint Security Area - JSA) é a única parte da Zona Desmilitarizada da Coreia (DMZ) onde as forças do Norte e do Sul ficam frente a frente. É muitas vezes chamada de "Aldeia da Trégua" na mídia e nos meios militares.